# Crypsithyris cana
Crypsithyris cana är en fjärilsart som beskrevs av Sakai och Saigusa 2002. Crypsithyris cana ingår i släktet Crypsithyris och familjen äkta malar. Inga underarter finns listade i Catalogue of Life.